# Lenguas cahítas
Las lenguas cahítas son un subgrupo del grupo taracahíta de la familia lingüística utoazteca se conocen con seguridad tres variedades: el mayo, el yaqui y el tehueco (extinto). y otras variedades lingüísticas poco documentadas también podrían formar parte de este grupo lingüístico.

## Aspectos históricos, sociales y culturales

### Etimología
El término cahíta corresponde a la transcripción de la palabra del mayo o yaqui ka-í-ta, que significa ‘nada’, ‘no hay’.

### Historia
Se conserva el Arte de la lengua cahita, cuya autoría se atribuye al jesuita Tomás Basilio, que pasó unos treinta años en la región cahíta y falleció en 1654. La obra de Basilio incluía una gramática y un catecismo en dicha lengua, editado por Eustaquio Buelna en 1890. El arte de Buelna no es el único documento conocido de las lenguas cahítas coloniales. El jesuita Vicente Águila pasó 35 años en la "provincia de Sinaloa" y hablaba con fluidez la lengua cahíta de su localidad, aunque sus escritos no se publicaron. Luis Bonifaz dedicó veinte años al servicio misional en Sinaloa, pero tampoco llegó a publicar sus escritos y sus notas; Diego Pablo González sí publicó un Manual para administrar a los hablantes de cahita los santos sacramentos y también se le atribuye ser el editor del Arte publicado en 1737. Pedro Méndez fue el primer jesuita en entrar en contacto con los mayos, aunque antes ya había trabajado con los tehuecos y había traducido al tehueco la obra Flos Sanctorum de Pedro de Ribadeneira, manuscrito que actualmente está perdido. Finalmente, está el Arte de las lenguas de Sinaloa atribuido a Juan Bautista Velasco por Buelna.
Otros jesuitas escribieron artes de lenguas diferentes de las anteriores. Pedro Gravina, que pasó 35 años en la región, redactó el Arte muy perfecto de la lengua acaxee, con vocabulario, documento no encontrado en los archivos de la Compañía de Jesús ni en otras instituciones con acervos bibliográficos de esta orden religiosa. Tampoco han aparecido las notas y apuntes sobre el acaxee de Hernando Santorem, ni el catecismo y doctrina en acaxee del padre Gonzalo de Tapia.
Hernando de Villafañe escribió Arte de la lengua Guaçave (guasave), obra de la que tampoco se tienen noticias suficientes, por lo que la lengua guasave no puede ser clasificada adecuadamente. Algunos autores asumen que se trataría de otra lengua cahíta; sin embargo, J. L. Moctezuma Zamarrón señala que hay argumentos para suponer que no fuera una lengua utoazteca y mucho menos cahíta. Desde el trabajo de Gonzalo de Tapia se sabía de la diferencia entre el cahíta-ocoroni y la lengua de los baturoques (o bacuris), que tal vez fuera la lengua llamada vacoregue, que podría haber sido una variante del guasave.

## Clasificación
El cahíta propiamente dicho abarca los modernos yaqui y mayo, y el extinto tehueco. La clasificación interna de este subgrupo sería la siguiente:
- Mayo (Yorem nokki)
- Yaqui (Yoem noki)
- Tehueco que incluiría como variantes al zuaque y al sinaloa.
- Ocoroni
- Acaxee (?)

La filiación del acaxee como cahíta es más dudosa; es más seguro que se trate de una lengua utoazteca, de la que varios misioneros jesuitas escribieron artes (gramáticas) y recogieron frases y vocabularios; sin embargo, esos datos están perdidos, por lo que no existe suficiente documentación para clasificar bien el acaxee. Además del acaxee, existen otras lenguas cercanas cuya afiliación a las lenguas cahítas es a la vez posible y dudosa; entre ellas están el guasave, y las lenguas de los achieres y tahues, cuya filiación es dudosa.